# Політична географія
Політи́чна геогра́фія — суспільно-географічна дисципліна, яка займається вивченням територіальної (геопросторової) організації та дослідженням географічних закономірностей формування і розвитку політичної сфери життя суспільства.
Основним об'єктом дослідження політичної географії є елементарні та інтегральні територіально-політичні системи — об'єктивно взаємопов'язані поєднання різноманітних елементів політичної сфери, що склалися на певній території — у їх взаємодії між собою і з географічним простором:
- просторові особливості формування і розвитку суспільних інститутів, які реалізують різноманітні функції політичної влади (законодавчі, виконавчі, судові, примусу і ін.), як державних (центральні і місцеві органи державного управління, міжнародні урядові організації), так і недержавних (політичні партії, профспілки, суспільні рухи, громадські об'єднання тощо);
- територіальні аспекти політичних відносин, які складаються між соціальними групами, націями і етносами, політичними партіями, суспільними рухами, державними і місцевими органами влади та іншими суб'єктами політичної діяльності з приводу завоювання, утримання і використання політичної влади;
- територіальна організація діяльності, внаслідок якої окремі особи, суспільні спільноти, у тому числі територіальні, і суспільні інститути відстоюють свої політичні інтереси (організація, проведення і участь у виборах й референдумах, страйках, демонстраціях, терористичних акціях, збройних виступах тощо).

Серед численних напрямів політико-географічних досліджень найістотнішими є такі:
- етапи формування і сучасний стан політичної карти світу (історична політична географія);
- політико-географічне положення, формування державної території, столиця та адміністративно-територіальний поділ окремих країн (адміністративна географія);
- вивчення політичних кордонів з точки зору їх генези, можливостей прикордонного співробітництва, транскордонних зв'язків, територіальних спорів і претензій (політична лімологія);
- дослідження територіальних особливостей виборів до основних представницьких органів державної влади і місцевого самоврядування в різних країнах і регіонах світу (електоральна географія);
- аналіз впливу різноманітних географічних чинників на стратегічні позиції держав у світовому просторі (геополітика);
- комплексна політико-географічна оцінка окремих країн і регіонів світу (політико-географічне країнознавство).

## Історія
Походження політичної географії лежить у походженні економічної географії безпосередньо, і ранні практики були зацікавлені, головним чином, з військовими і політичними наслідками відносин між фізичною географією, державними територіями і державною владою. Особливо був тісний зв'язок з регіональною географією з її увагою до унікальних особливостей областей і екологічним детермінізмом, з її акцентом на вплив фізичного середовища на діяльність людини. Ця асоціація виражена в роботі німецького географа Фрідріха Ратцеля, який в 1897 році в його книзі «Politische Geographie» розвивав поняття життєвого простору (житлова площа), явним чином пов'язував культурне зростання країни з територіальною експансією. Книга пізніше використовувалася, щоб забезпечити академічну легітимізацію для імперіалістичного розширення німецького Третього Рейху в 1930-х роках.

## Основні дослідники
Політична географія використовує перш за все географічні методи (в тому числі картографічні). Велику роль у формуванні її теоретичних основ зіграли праці німецького географа К. Ріттера (засновника політико-географічної думки), який висунув ідею багатостороннього зіставлення історії природи та історії людства. Надалі ця ідея стала основою антропогеографії, найвидатнішим представником якої був послідовник К. Ріттера — Ф. Ратцель.
Ратцель взяв найактивнішу участь у дискусіях про місце Німеччини в світі. Він був членом-засновником Колоніального комітету і енергійно захищав ідею німецької колоніальної імперії. У той же час Ратцель пише ряд теоретичних робіт, в яких проявляється його неабияка ерудиція: «Дослідження політичного простору» (1895), «Держава і ґрунт» (1886) і особливо "Політична географія. Географія країн, торгівлі та війни " (1897). У своїй праці «Політична географія» він пояснював географічними умовами особливості політичного устрою, внутрішньої і зовнішньої політики різних держав, міжнародні відносини і конфлікти. Крайній вираз географічний детермінізм Ратцеля отримав в німецькій геополітиці.
Важливе значення для розвитку політико-географічних досліджень зіграли опубліковані на початку XX століття роботи французького географа і соціолога А. Зігфріда — засновника екологічного підходу в електоральній географії. Його суть — пояснення політичних уподобань територіально-соціальних груп виборців численними природними, історико-культурними, соціально-економічними факторами. Зігфрід підкреслював незвідність всього комплексу причин, які зумовлюють результат виборів в різних районах, в якій-небудь одній групі факторів.
Після Другої світової війни особливо широкого поширення набула концепція американського географа Р. Хартшорна, для якого завдання політичної географії полягало в тому, щоб знайти співвідношення між «відцентровими» і «доцентровими» силами, що діють в кожній державі, виявити ту «ключову ідею», без якої, на його думку, державі не вдалося б зберегти цілісність своєї території і лояльність громадян. Такою «національною ідеєю», як вважав Хартшорн, може бути ідея повернення раніше втрачених територій (іредентизм), національні самовизначення, захисту уразливої ділянки державного кордону та т. п.
Після періоду деякого спаду інтересу до політичної географії, з другої половини 1970-х років дослідження в цій області знову різко розширилися. Політична географія завоювала міцний авторитет, добре фінансується. Випускаються спеціальні журнали, в тому числі і кілька нових, які вийшли в 1980-і роки, безліч наукових монографій, атласів, довідників. У сучасну (останні 30-40 років) структуру політичної географії входять: політичне країнознавство, електоральна географія (вибори), морська політична географія, лімологія (державні кордони), політична регіоналістика (проблеми поділу, місцевого самоврядування), географічна конфліктологія, геополітика.

## Деякі політгеографи
- Річард Гартшорн
- Дерек Ґреґорі
- Рон Джонстон
- Клаус Доддс
- Джон Егнью
- Петро Кропоткін
- Ів Лакост
- Гелфорд Маккіндер
- Дорін Мессі
- Джоі Пейнтер
- Фрідріх Ратцель
- Еллен Черчіл Семпл
- Пітер Тейлор
- Борис Яценко